# Kanalski otoci
Kanalski otoci ili Anglo-normandijski otoci (engleski: Channel Islands, francuski: îles anglo-normandes ili îles de la Manche) nalaze se u kanalu La Manche, zapadno od francuskog poluotoka Cotentin. Ponekad se nazivaju i normandijsko otočje, jer su dio povijesne provincije Normandije.
Otoci nisu dio Ujedinjenog Kraljevstva, nego su vlasništvo Vojvode od Normandije. Taj naslov nosi monarh Engleske od osvajanja Engleske od strane Vilima Osvajača 1066. godine, tj. od bitke kod Hastingsa.
Budući da otoci nisu dio Ujedinjenog Kraljevstva, nego krunski posjedi engleskog monarha, nisu u Europskoj uniji.

## Zemljopis
Glavni otoci i njihovi zavisni teritoriji:
- Jersey
  - Minquiers
  - Écréhou
- Guernesey (engleski : Guernsey)
  - Aurigny (engleski : Alderney)
  - Sercq (engleski :Sark)
    - Brecqhou

  - Herm
  - Jéthou
  - Burhou

Važno je spomenuti i određeni broj malih otoka i stijena koji su vidljivi pri niskoj oseki.
Nazivi otoka su na originalnom normandijskom jeziku. Isti nazivi se koriste i u francuskom i djelomično u engleskom jeziku. Glavno pravilo u davanju imena otocima je da veći otoci imaju sufiks -ey, a manji sufiks -hou. To pravilo je naslijeđeno još iz starog normanskog jezika (sufiksi  ey i holmr).

## Povijest
Otoci su pripojeni Vojvodstvu Normandije 933. godine. 1066. godine Vilim Osvajač je napao i osvojio Englesku i postao kralj Engleske. 1204. godine, kralj je izgubio svoje teritorije u kontinentalnoj Normandiji, jedino su pod njegovom vlasti ostale Kanalski otoci, koji su se vodili kao odvojeni krunski posjedi.
Oba bailiwicka (ili bailliagea) imaju odvojenu samoupravu još od 13. stoljeća. Mnogi misle da Kanalski otoci tvore jedno političku jedinicu, ali ova dva bailiwicka politički nemaju ništa zajedničko. Ne postoje zajednički zakoni, izbori ili neko predstavničko tijelo, iako se oba dva bailiwicka često međusobno politički konzultiraju. Ne postoje zajedničke novine ni radio stanica, jedino imaju zajedničku televizijski program, Channel Television.
Otoci su od 17. stoljeća postali blisko politički i trgovinski povezani sa Sjevernom Amerikom. Engleski kralj Karlo II. je u znak zahvalnosti za pomoć dok je bio u egzilu na Jerseyu, nazvao jednu svoju koloniju u Americi, New Jersey, koja je danas savezna država SAD-a.
Tijekom Drugog svjetskog rata, Kanalski otoci su bili jedini britanski teritorij koji su okupirali Nijemci. Tijekom nacističke okupacije, mnogo je lokalnog stanovništva odvedeno na kontinent u radne logore, a otočni Židovi su odvedeni u koncentracijske logore. Nacisti su na otoke doveli veliki broj Rusa i ostalih ljudi iz istočne Europe, kako bi im gradili utvrde (koje su danas turističke atrakcije). Nacistička okupacija je bila vrlo teška za otoke, jer je vladala velika glad.

## Politika
Kanalski otoci su podjeljeni na dva samoupravna dijela koja se na engleskom nazivaju  bailiwick,a na francuskom (i lokalnim varijantama tog jezika) bailliage.
Bailiwicki su: 
- Bailiwick of Jersey ili bailliage de Jersey (otok Jersey s okolnim nenaseljenim otočićima i stijenama) ;
- Bailiwick of Guernsey ili bailliage de Guernesey (otoci Guernesey, Sercq, Aurigny i okolni otočići).

Oba bailiwicka nisu u Ujedinjenom Kraljevstvu, nego su krunski posjedi vojvode od Normandije (engleskog kralja ili kraljice).
Otoci nemaju svoga predstavnika u britanskom parlamentu i imaju odvojeni pravosudni sustav.
Na čelu svakog bailiwicka je bailiff. Bailiff je najviša titula u bailiwicku i osim što je na čelu zemlje, pod njegove dužnosti spada i pravosuđe.
Kanalski otoci nisu dio Europske unije. Svaki građanin nekog od Kanalskih otoka ima britansko državljanstvo, ali nema europsko "državljanstvo". To znači da se ne mogu slobodno kretati unutar granica europske zajednice.

## Gospodarstvo
Turizam je glavna gospodarska aktivnost na manjim otocima, uz poljoprivredu. Glavna gospodarska aktivnost otoka Jersey i Guernsey od 1960-ih je bankarstvo. Poljoprivredni sektor je puno više razvijeniji na Guernseyju, nego na Jerseyju koji većinom ovisi o bankarskom sektoru.
Oba bailiwicka (ili bailliagea) izdaju svoje vlastite novčanice i kovanice.
Pogledajte članke jerseyska funta i guernseyska funta.

## Kultura
Normanski ili normandijski jezik je dugo bio glavni jezik na otocima, do anglikalizacije u 19. stoljeću čiji su nositelji bili engleski doseljenici.
Victor Hugo je proveo više godina u egzilu na Kanalskim otocima, prvo na Jerseyju, a kasnije na Guernseyju gdje je napisao Jadnike (Les Misérables). 
Muratti, godišnja međuotočna nogometna utakmica se smatra sportskim događajem godine na otocima.
Sportaši s Kanalskih otoka, brane boje svoga otoka na Igrama Commonwealtha (Commonwealth Games). Otočki sportaši su tradicionalno dobri u streljaštvu.
Tradicionalna sportska boja Guernseyja je zelena, a Jerseyja crvena.
Otočani s glavnih otoka imaju tradicionalno nadimke po životinjama: T
- Guernsey: les ânes ("magarci" na francuskom i lokalnom jeziku jèrriais) - Nadimak za poznatu tvrdoglavost ovih otočana.
- Jersey: crapauds ("žabe" na francuskom i lokalnom jeziku jèrriais) - Na Jerseyju postoje žabe i zmije, koje ne postoje na Guernseyju.
- Sark: corbins ("vrane" na jezicima sercquiais, dgèrnésiais i jèrriais) - Vrane su se mogle vidjeti s mora na obalama otoka.
- Alderney: lapins ("zečevi" na francuskom)

Kršćanstvo je došlo na otoke u 6. stoljeću. U doba reformacije stanovništvo otoka je prešlo na kalvinizam. Anglikalizam je nametnut u 17. stoljeću, ali većina stanovnika se okrenulo metodizmu. Danas također postoji znatni broj katolika, većinom Francuzi iz Bretanje i Normandije.

## Drugi otoci u La Mancheu
Osim navedenih, postoje i drugi otoci u La Mancheu, koji tradicionalno nisu dio skupine Kanalskih otoka. To su otok Ouessant (Île d'Ouessant), Bréhat, otok Batz (Île de Batz), i otoci Saint-Marcouf (Îles Saint-Marcouf) (pod francuskom upravom), i otoci Wight (Isle of Wight) i Scilly (Isles of Scilly) (pod britanskom upravom).

## Šport na Kanalskim otocima
Ovi otoci imaju svoje nogometne sastave,  a na njima se igra i hokej na travi, za koje Jersey, Man i Guernsey imaju svoje saveze, a jedinstveni sastav Kanalskih otoka igra u engleskim nižim ligama.

## Vanjske poveznice
- Karta Alderneya
- Karta Guernseyja, Herma i Sarka
- Karta Jerseyja
- .GG i .JE Internet domene

- Službena stranica Alderneya
- Službena stranica Guernseyja
- Službena stranica Jersey
- Službena stranica Sarka  Arhivirana inačica izvorne stranice od 15. rujna 2019. (Wayback Machine)